# Mailberg
Mailberg è un comune austriaco di 561 abitanti nel distretto di Hollabrunn, in Bassa Austria; ha lo status di comune mercato (Marktgemeinde). Vi sorge il Castello di Mailberg.